# 李晉熙 (光緒進士)
李晉熙（1849年—1910年），廣東雷州府海康縣（今廣東省雷州市）人，清朝政治人物、進士出身。
光绪十一年，中举；光绪十六年（1890年），登進士，同年五月，改翰林院庶吉士。光緒十八年五月，散館，著以部属用。宣統二年，任農工商部主事。